# Paysannerie dans la Révolution française
La définition de la paysannerie est, au XVIIIe siècle, encore assez floue. Le paysan, c’est celui qui vit à la campagne, en milieu rural. Sa condition est aussi caractérisée par une activité : le travail de la terre. Dans la société trifonctionnelle, le paysan fait partie de l’ordre des laboratores. À la fin de l’Ancien Régime, le monde clos de la paysannerie représente plus de 80 % de la population française.
Le XVIIIe siècle n’a pas connu de révolution agricole. Quelques progrès ont été effectués, certes, mais l’agriculture reste dans son immense majorité étriquée, engoncée dans un système seigneurial très pesant et un communautarisme rural. Cependant l’essor démographique de la seconde moitié du siècle ouvre la voie à 1789 et à l’intensification de l’agriculture.
La décennie de la Révolution française, prolongée par le Premier Empire, joue un rôle décisif pour la paysannerie française. En l’espace d’une génération, les bases de l’organisation sociale des campagnes françaises sont remises en cause. La paysannerie, dont le poids est si lourd dans la société française, ne joue bien évidemment pas un rôle passif dans ce mouvement. Il reste à déterminer le rôle qu’elle a joué dans l’effondrement de l’Ancien Régime et dans la mise en place de la politique révolutionnaire.

## La paysannerie de l'Ancien régime

### Le poids du système agricole
L’agriculture, premier secteur quantitativement de l’économie française, a connu au XVIIIe siècle une croissance qui correspond en fait à la croissance démographique générale. Elle ne connaît pas de révolution technique, mais accumule les petits progrès  : extension de la culture du maïs et de la pomme de terre, introduction plus courante de plantes fourragères ou industrielles, spécialisation herbagère dans quelques régions, défrichement de près de 2,5 % des terres cultivables entre 1766 et 1789.
Mais les progrès restent limités, et l’intensification de l’agriculture ne pénètre pas dans les campagnes. L’organisation du monde paysan est en grande partie archaïque, à mi-chemin entre le système précapitaliste anglais et le système féodal d’Europe centrale et orientale. La division du finage en trois parties, aux statuts juridiquement très différents, en est caractéristique. Au centre : le village, composé des maisons et des jardins. Le jardin, non soumis à la dîme et souvent aux droits seigneuriaux, est un lieu privilégié auquel le paysan est attaché. Autour du village : les terres labourées, consacrées principalement aux céréales. C’est un espace fortement soumis aux prélèvements seigneuriaux et aux contraintes collectives, qui sont encore aux fondements des sociétés rurales. La vaine pâture est la plus connue : après la moisson, les champs deviennent vains, c'est-à-dire communs. On y vient ramasser les épis laissés là, et  surtout la vaine pâture constitue un complément de pacage (on y fait paître les bestiaux) indispensable pour la plupart des paysans. La vaine pâture impose la contrainte de l’assolement triennal : la zone est divisée en trois soles (quartiers), et sur chacune d’elles les cultures se succèdent selon un rythme trisannuel alterné. Les trois cultures successives sont : les blés d’hiver (froment, seigle, blé), semés fin octobre et récoltés en août ; labours jusqu’en mars, où l’on sème les « mars » (orge, avoine, voire froment ou fèves), récoltés en août ; jachères pendant plus d’un an (le sol est plusieurs fois labouré). Enfin, dernière zone : les communaux, espaces non cultivés où les paysans font paître les bêtes. Au cours du XVIIIe siècle, les seigneurs cherchent à étendre leur emprise sur les communaux : une partie est divisée entre seigneurs et paysans. Pour les petits paysans c’est un gain de terre appréciable. Pour les grands paysans, c’est au contraire une perte de pâture. Les partages des communaux ont exacerbé les clivages au sein de la société rurale.
L’assolement triennal est une impasse technologique. On donne la priorité aux cultures de subsistance, principalement aux céréales. Le rendement est très faible, 4 à 6 grains pour un dans le cas du blé, et une grande partie est prélevée par la semence. L’archaïsme d’un système agricole trop pesant est au cœur des crises agricoles jusqu’à celle de 1788-1789.
En résumé, le système agricole pèse doublement : poids économique et poids sur la vie des communautés rurales. L’agriculture est le premier secteur de l’économie, par le nombre de ceux qu'elle occupe plus que par la prospérité. Sa croissance suit la croissance démographique, et les progrès techniques sont limités. Son organisation rend en effet toute révolution technique impossible : le système d’assolement triennal (biennal dans le Midi) est une impasse technologique. Le système de la vaine pâture, la division du finage en trois parties distinctes (village, terres labourées, communaux) caractérisent ce monde rural d’Ancien Régime dépendant d’une agriculture très fragile. Les contraintes du système seigneurial et de la collectivité font partie de la vie des communautés rurales.

### Un ordre social pesant et figé
La hiérarchie sociale de l’Ancien Régime est fondée sur la terre. Seule une petite partie de 
la paysannerie est propriétaire  de ses exploitations, et même dans ce cas là la propriété paysanne n’est pas pleine et entière. Le système seigneurial lui impose des limites, sous forme de droits seigneuriaux et d’autres charges.
Les charges sont très lourdes pour le monde paysan. La plupart des paysans sont amenés à travailler la terre d’autrui, sous forme de métairies de taille souvent petites, dont le fermage en nature, souvent accompagné de compléments monétaires, est déjà lourd. À cela s’ajoutent les droits seigneuriaux : droit de justice, droits honorifiques qui placent la paysannerie dans une position de subordination, et droits réels, payables en nature ou monnaie, et renforcés par la réaction seigneuriale à partir de 1760 ; la dîme (7 à 9 % du la récolte brute) ; les impôts royaux, surtout les impôts directs. Au total, près de la moitié du revenu paysan passe dans tous ces impôts, droits et dîmes, poussant une partie de la population rurale à une migration saisonnière en ville, dans l’espoir de gagner de quoi survivre. Toutes ces exigences sont lourdes. Mais ce qui les rend insupportables pour la population paysanne, note Tocqueville, c’est qu’en même temps que ces impôts se renforcent, la noblesse cesse d’accomplir ses tâches – de justice et sécurité principalement.
La cellule de base de la vie sociale en milieu rural est la communauté d’habitants, 40 000 en 1789, qui correspond souvent à la paroisse. Dans ce cadre s’effectue l’administration villageoise, avec l’assemblée d’habitants. Les pouvoirs seigneurial et royal s’imposent inégalement selon les régions. L’autonomie, voire l’autarcie, de ces communautés rurales est aussi inégale.

### Diversité du monde paysan de l’Ancien Régime
Les deux points précédents sont les caractéristiques communes d’une paysannerie diversifiée. La diversité, elle, est double : régionale d'abord, elle existe aussi au sein même de la communauté rurale.
Il y a un souci pointilleux de hiérarchisation au sein de la communauté paysanne. Les dépendants, d’abord : au bas de l’échelle, le mendiant ; puis le journalier, manouvrier, brassier ; puis les petits exploitants, propriétaires ou non de petites exploitations à peine suffisantes pour survivre. L’indépendance économique (relative) vient avec une propriété de quatre à dix hectares : cela va du simple laboureur au gros propriétaire paysan, qui se mêle à la bourgeoisie et a tendance à dominer le reste de la paysannerie. L’élite rurale est composée de ces grands propriétaires et des cabaretiers et aubergistes, c'est-à-dire de ceux qui ont un patrimoine culturel. Il n’y a néanmoins pas de clivage net, plutôt une solidarité par liens d’intérêts réciproques. Cette diversité ne disparaît pas entièrement avec la Révolution (voir plus bas).

## Crise rurale et crises générales

### Crises économiques
À la fin du règne de Louis XVI correspond une grave crise économique. C’est un marasme général, avec notamment une forte baisse du prix du vin. L’été 1788 est catastrophique : la saison s'avère très humide et les récoltes sont détruites par le gel dans le Nord du royaume. L’hiver 1788-1789 est aussi très rigoureux, le froid et le gel touchent toute la France. La soudure de printemps est difficile et cause une crise de disette et de cherté du grain. Les conséquences sociales sont doubles : l’irritation de la population envers les privilégiés augmente, tandis que la population paysanne est souvent réduite à la mendicité et à l’errance.
Cependant, ce n’est pas la première crise agricole qui frappe le royaume. La crise est latente depuis plus d’une décennie. Les réformes de Turgot, de 1774 à 1776, ont pour objectif d’établir la libre circulation des grains, pour relancer l’économie d’une part et pour permettre l’approvisionnement en blé de tout le royaume d'autre part. Mais ces réformes passent mal auprès d’une population qui dénonce un « pacte de famine » et  déclenche une « guerre des farines » en 1774. L’engouement pour l’agronomie, depuis 1750, n’a pas eu de réel impact sur l’agriculture. Les physiocrates, tel François Quesnay et Turgot, pensent que « la terre est l’unique source de richesses et c’est l’agriculture qui les multiplie ». On crée des académies champêtres, sociétés d’agriculture. On s’inspire du modèle anglais. Mais les effets sur l’agriculture sont quasi nuls, comme le note Voltaire dans son Dictionnaire philosophique : « On écrivit des choses utiles sur l’agriculture : tout le monde les lut, excepté les laboureurs ».

### Crise politique
La crise agricole qui éclate en 1788-1789 n’est donc pas la seule de l’Ancien Régime, tant s'en faut. Il se trouve qu’elle a coïncidé avec une crise politique grave, une crise financière et monarchique. L’alliance des deux crée un cocktail politiquement explosif…
Pour tenter de remédier à la grave situation où elle se trouve, la monarchie convoque des états généraux et organise la rédaction des cahiers de doléances.
S’il y a eu des violences avant 1789 dans le monde paysan, elles n’ont jamais résulté d’un mouvement global. L’éclatement révolutionnaire ne résulte pas d’un long crescendo de révoltes.

## Le monde paysan dans la crise révolutionnaire de 1789
La convocation des états généraux apparaît comme une faiblesse de la monarchie : ils ne l'avaient en effet plus été depuis 1614. Pour beaucoup, c’est une occasion à saisir. La paysannerie s’exprime dans deux actes : la rédaction des cahiers de doléances et la Grande Peur.

### Les cahiers de doléances
La consultation nationale effectuée en cette occasion est large, voire démocratique : on
rassemble une assemblée par communauté d’habitants ou paroisse ; chaque homme de plus de 25 ans et qui paie des impôts en fait partie. À l’échelle supérieure, dans les assemblées de bailliage ou de sénéchaussée, les élus ruraux se mêlent aux élus urbains. Finalement, le monde paysan est peu représenté dans les élus du Tiers état : un seul député est paysan… Le filtre bourgeois laisse quand même passer la parole paysanne dans les cahiers de doléances, organisés aussi à deux niveaux. Ils témoignent des conditions de vie paysanne, et de l’organisation sociale du monde rural. Il n’y a pas de remise en cause de la monarchie, mais une volonté de mettre fin aux privilèges et aux charges qui pèsent sur le monde paysan.

### La Grande Peur
Le second acte du mouvement paysan en 1789, c’est la Grande Peur, du 20 juillet au 6 août. Du 5 mai au 20 juillet, la Révolution était urbaine. La Grande Peur se déclenche après le 14 juillet, dans six foyers des marges du bassin parisien : une rumeur se répand relative à l’arrivée de brigands. Le brigand, c’est la hantise du mendiant poussé sur les chemins, perpétuelle menace pour le rural, et de l’envahisseur contre-révolutionnaire. La rumeur se diffuse, les populations prennent les armes d’abord dans une visée défensive, puis offensive : on pille des châteaux, on s’en prend aux receveurs des dîmes et aux seigneurs. 
Pour la bourgeoisie révolutionnaire, à Paris, il faut apaiser d’urgence la révolte agraire, qui peut dégénérer et devenir incontrôlable. L’abolition des privilèges, dans la nuit du 4 au 5 août, est l’occasion de calmer les esprits. La reconstruction peut commencer.

## L’apport global de la Révolution aux paysans (jusqu’en l’an II)
C’est durant les premières années de la Révolution que se font les principaux changements pour la paysannerie : l’abolition des droits féodaux et la « libéralisation » de la propriété. Ces changements sont cependant limités.

### La fin de l’ancien ordre
La Révolution met à plat les anciennes divisions administratives, très complexes et incohérentes. La communauté rurale, la paroisse, devient la commune. Les institutions municipales sont partout élues.
Mais la première révolution, c’est l’abolition des droits féodaux. Elle correspond à une volonté profonde d’une réelle décharge économique, laquelle volonté s’était exprimée dans les cahiers de doléances. La nuit du 4 au 5 août voit donc l’abolition des droits féodaux. Or les décrets confirmant cette abolition ont demandé pour leur rédaction des semaines de délibération. Finalement, la déception est grande. Certes, on abolit immédiatement les droits sur la personne et la dîme, mais les droits réels sont simplement déclarés rachetables, à un prix le plus souvent exorbitant pour les maigres revenus des paysans.
Jusqu’à l’été 1792, il n’y a pas d’effervescence dans les campagnes. La situation, bien souvent, empire. Après le 10 août de nouvelles mesures sont prises : les droits réels sont rachetables gratuitement si le seigneur est dans l’incapacité de fournir des preuves contractuelles (lesquelles, quand elles existaient, ont été détruites en 1789). L’abolition définitive des droits féodaux est proclamée le 17 juillet 1793.

### Une nouvelle distribution de la terre
La propriété paysanne est, sous l’Ancien Régime, singulièrement importante. Arthur Young et Tocqueville s’étonnent même qu’elle soit aussi importante, bien plus qu’en Angleterre même. « Vingt ans au moins avant cette révolution, on rencontre des sociétés d'agriculture qui déplorent déjà que le sol se morcelle outre mesure. » Il y a « une immensité de petites propriétés rurales ».  Young est frappé par « la grande division du sol parmi les paysans ». Il n’y a cependant pas de grandes propriétés paysannes, ou peu. Elles sont pour l’essentiel de tailles très médiocres, et de plus en plus petites avec la division du sol.
La Révolution apporte deux changements, la vente des biens nationaux et la division des biens communaux.
La vente du foncier rural du clergé n’a pas d’autres fins que de résorber le déficit et avantage les riches. C'est une nouvelle cause de discorde entre les paysans et la couche urbaine aisée du tiers état. Les quelques syndicats d’acquéreurs ne changent pas beaucoup les choses. En 1791-1792 la tension monte. La vente de la liste des émigrés, en 1792, a une fin plus politique et sociale (on vend plus par petits lots), mais elle ne favorise toujours pas les paysans les plus pauvres. Les décrets du 10 juin 1793, sont à ce titre très importants : il y a  obligation d’attribuer un arpent de terre à tout détenteur de moins d’un arpent, moyennant une simple rente.
Le problème des communaux, lui, touche plus les paysans. Leur propriété passe à la commune. Leur vente entraîne des conflits intra communaux : les propriétaires aisés veulent inclure les communaux aux terres cultivées ; les paysans plus pauvres veulent les laisser communs, pour y faire paître leurs bêtes. Les constituants, peu au fait de la réalité des campagnes, sont partisans d’une division (décrets de juin 1793).
Ainsi il n’y a pas eu de vraie ouverture de la propriété foncière paysanne. Pour Tocqueville, « l’effet de la Révolution n’a pas été de diviser le sol, mais de le libérer pour un moment » .

### Les limites de l’apport de la Révolution
On constate un décalage entre la Révolution urbaine, parisienne, et la réalité  des campagnes. On célèbre l’idéal du paysan-citoyen, qui correspond bien plus à l’image que l’on se fait du paysan, à Paris, que de la réalité.
La Révolution n’a d’abord pas fait tout ce qu’on pouvait attendre d’elle. Un grand nombre de pétitions rurales sont adressées à la Convention, en l’an II. On réclame la division des grandes propriétés, le règlement des problèmes courants, comme la vaine pâture, etc. Pour les Révolutionnaires de Paris, ces questions sont rétrogrades. L’élaboration du code rural est sans cesse remise au lendemain – il est publié le 28 septembre 1791. Les réalités rurales ne sont pas perçues. Il y a un décalage profond entre les paysans et les législateurs.
Les tensions montent. La crise de l’assignat, dès 1791, entraîne une hausse des prix agricoles, et dès 1792 apparaissent de nouvelles crises de subsistance. Des émeutes éclatent, des bandes de « taxateurs », dont les marches massives sont spectaculaires, se développent.  
L’apport de la Révolution à la paysannerie est indubitable : abolition des droits féodaux, ouverture relative de la propriété, etc. Mais le décalage entre le monde paysan et la bourgeoisie révolutionnaire est de plus en plus net, et la Révolution ne met pas fin aux crises de subsistances. Éclatent des violences, des émeutes, qui aboutissent à l’éclatement du monde paysan et à la radicalisation des clivages.

## L’éclatement du groupe paysan (an II-an V)
De l’été 1789 à l’été 1790, l’opinion est largement favorable à la Révolution, avec un assentiment général au nouvel ordre, aux réformes, selon le credo «  La Nation, la Loi, le Roi ». L’apogée de cet unanimité est  affichée le 14 juillet 1790. Il n’y a pas de perturbation majeure avant 1792.
Les déceptions apportées par la Révolution aux attentes du monde paysan, la guerre, la situation financière qui ne s’arrange pas, font apparaître des clivages profonds au sein de la paysannerie française.

### Déceptions et divisions sous la Terreur
En 1792 les premières révoltes paysannes éclatent, en Lozère, Dauphiné, Provence, Périgord. Les clivages apparaissent dans le monde rural.
La constitution du clergé civil est l’occasion pour les divisions de se manifester. Le sentiment religieux est le seul véritablement sentiment politique commun dans tout le monde paysan. C’est sur ce point que la Révolution joue sa popularité. La division se fait lorsqu’il faut choisir entre la fidélité à Rome ou la fidélité à la Nation. On peut dessiner une carte des refus de prestation du serment, qui correspond aux cartes d’imprégnation du sentiment religieux que l’on a pu  dresser. Sont concernés principalement la Bretagne, le Maine, la Vendée, le nord-est lorrain et alsacien, la plaine du Nord, le Midi.
Le mouvement contre-révolutionnaire de la guerre de Vendée est lié en partie à ce clivage religieux. Le pays est alors divisé entre partisans et opposants à la Nation. La contre-Révolution paysanne est un mouvement social, anti-urbain et anti-bourgeois, en réaction au pouvoir central. Elle devient religieuse par la suite. Le mouvement vendéen, guerre civile, se déclenche en mars 1793 avec la mobilisation de 300 000 hommes. La guerre menée depuis 1792 éloigne en effet une grande partie de la population paysanne du mouvement révolutionnaire. Cet éloignement est de plus en plus sensible.

### Changements ou stagnation sous la République bourgeoise
Sous la Convention thermidorienne et sous le Directoire, on cherche à consolider la société fondée sur les principes libéraux de 1789. La propriété, l’aisance, devient une condition de la citoyenneté, avec les risques d’exclusions que cela représente.
La vente des biens nationaux continue. Il ne s’agit toujours pas d’aider à accéder à la propriété, mais de trouver de nouveaux financements. On favorise donc les clients solvables : la bourgeoisie propriétaire aisée. La spéculation va bon train, mais laisse quand même les plus petites parcelles aux paysans, même si ce sont souvent les paysans les plus aisés.
Le problème des communaux subsistent : les intentions libérales de prairial an IV (qui abrogent la loi du 10 juin 1793) n’ont que peu d’effets.
Le système d’aspirations égalitaires de Babeuf, dont l’entreprise échoue, est issu d’une expérience concrète des problèmes ruraux. Il s’ancre dans le monde rural. C’eût pu être un changement réel, s’il avait été appliqué.
Les premiers agrariens, eux, ont eu quelques effets. Leur idéologie est classique de la bourgeoisie révolutionnaire, attachée au « conservatisme propriétaire », à l’optimisme profond, au rationalisme « éclairé ». L'une des figures emblématiques de ce mouvement est François de Neufchâteau, héritier des physiocrates. On reconstitue les anciennes Sociétés d’agricultures, bourgeoises et savantes. On célèbre le travail de la terre. Mais les effets sont légers.
Globalement, il n’y a pas eu de vrai changement avant l’Empire. Les clivages et violences subsistent.

### Misère et brigandage
La hantise des disettes et famines resurgit dans les campagnes de France et de Navarre…  Ce sont des années difficiles. L’hiver de l’an II (1793-1794) est le plus dur du siècle. Les populations rurales sont poussées sur les routes, réduites à la mendicité et au brigandage. La guerre à l’extérieur continue. Les troupes de brigands, de chouans, sillonnent les routes pour échapper à la misère et à l’armée républicaine. Les principales régions touchées sont la Picardie, la Normandie, l’Île-de-France.
Dans la France de la fin des années 1790 règne un climat d’insécurité, particulièrement ressenti en milieu rural.